# Slash & Friends
Slash és el primer àlbum en solitari de Slash, antic guitarrista de Guns N' Roses i actualment membre de Velvet Revolver. Nombroses estrelles de la música han participat en aquest album. Va sortir a la venda el 5 d'abril 2010.

## Història
A la seva autobiografia publicada el 2007, Slash va dir la seva intenció de fer un album amb artistes del seu gust. Durant 2009, Slash va informar els fans de l'evolució del disc a través del seu Twitter  i de Myspace .
L'àlbum compte amb la participació de nombrosos invitats com Iggy Pop, Dave Grohl (Foo Fighters, exNirvana), Fergie, Nicole Scherzinger (The Pussycat Dolls), Chris Cornell (exSoundgarden), Adam Levine (Maroon 5), Lemmy de Motörhead, Flea (Red Hot Chili Peppers), M. Shadows (Avenged Sevenfold), Kid Rock, Myles Kennedy, Alice Cooper, Ozzy Osbourne i també Izzy Stradlin, Duff McKagan i Steven Adler (els tres exGuns N'Roses).
El disc està produït per Eric Valentine (Queens of the Stone Age) i compte també amb la participació del baixista Chris Chaney (exJane's Addiction) i del bateria Josh Freese (exNine Inch Nails). Slash encara no ha revelat tots els noms dels participants al seu album.
El primer single titulat "Sahara" (amb Koshi Inaba de cantant) va sortir a la venda l'11 de novembre 2009 exclusivament al Japó. En aquest single ve inclosa una versió de "Paradise City" interpretada per Fergie (Black Eyed Peas) i Cypress Hill.
Slash va sortir a la venda el 5 d'abril 2010 i està previst que Slash se'n vagi de gira amb el cantant Myles Kennedy per presentar el disc en públic. Diversos concerts a Europa ja estan confirmats (Rock am Ring, Pinkpop, Hellfest).

## Llista de cançons
1. Ghost (Ian Astbury/Izzy Stradlin) 3:34
2. Beautiful Dangerous (Fergie) 4:35
3. Crucify The Dead (Ozzy Osbourne) 4:04
4. Back from Cali (Myles Kennedy) 3:36
5. Promise (Chris Cornell) 4:41
6. By the Sword (Andrew Stockdale) 4:50
7. Gotten (Adam Levine) 5:05
8. Doctor Alibi (Lemmy Kilmister) 3:07
9. Watch This (Dave Grohl/Duff McKagan) 3:46
10. I Hold On (Kid Rock) 4:10
11. Nothing To Say (M. Shadows) 5:27
12. Starlight (Myles Kennedy) 5:35
13. Saint Is A Sinner Too (Rocco DeLuca) 3:28
14. We're All Gonna Die (Iggy Pop) 4:30

Algunes versions de l'àlbum tindrán temes addicionals :
- 15. Baby Can't Drive (feat. Alice Cooper, Nicole Scherzinger, Steven Adler & Flea) (Classic Rock Slashpack edition)
- 16. Paradise City (feat. Fergie & Cypress Hill) (Classic Rock Slashpack edition)[3]
- 17. Sahara (feat. Koshi Inaba) [Únicament disponible al Japó]
- 18. Sahara (feat. Koshi Inaba) [Versió en anglès, únicament a iTunes]
- 19. Chains and Shackles (feat. Nick Oliveri) [Únicament disponible a Australia)
- 20. Mother Maria (feat. Beth Hart) [Versió iTunes]

## Artistes invitats
Llista incompleta, alguns noms encara no han estat revelats.
- Andrew Stockdale (cantant)
- Alice Cooper (cantant)
- Lemmy Kilmister (cantant i baixista)
- M. Shadows (cantant)
- Ozzy Osbourne (cantant)
- Duff McKagan (baixista)
- Dave Grohl (cantant i bateria)
- Steven Adler (bateria)
- Izzy Stradlin (guitarrista)
- Teddy Andreadis (pianista)
- Travis Barker (bateria)
- Nicole Scherzinger (cantant)
- Fergie (cantant)
- Flea (baixista)
- Iggy Pop (cantant)
- Chris Cornell (cantant)
- Nick Oliveri (baixista)
- Koshi Inaba (cantant)
- Adam Levine (cantant)
- Judgement Day (cordes)
- Lenny Castro (percussions)
- Rocco DeLuca (guitarrista i cantant)
- Cypress Hill